# Arctosa similis
Arctosa similis là một loài nhện trong họ Lycosidae.
Loài này thuộc chi Arctosa. Arctosa similis được Ehrenfried Schenkel-Haas miêu tả năm 1938.